# Ducado de Holstein
El Ducado de Holstein (en alemán: Herzogtum Holstein; en danés: Hertugdømmet Holsten) fue el estado más septentrional del Sacro Imperio Romano Germánico, situado en el actual estado alemán de Schleswig-Holstein. Se originó cuando el rey Cristián I de Dinamarca hizo que su condado de Holstein-Rendsburg fuera elevado a ducado por el emperador Federico III en 1474. Los miembros de la Casa de Oldemburgo danesa gobernaron Holstein —junto con el Ducado de Schleswig— durante toda su existencia.
Entre 1490 y 1523 y de nuevo entre 1544 y 1773, el ducado estuvo dividido entre varias ramas de Oldemburgo, en particular entre los duques de Holstein-Glückstadt (idénticos a los reyes de Dinamarca) y Holstein-Gottorp. El ducado dejó de existir cuando el Reino de Prusia lo anexó en 1866, después de la guerra austro-prusiana.

## Historia
La frontera norte de Holstein a lo largo del río Eider ya había formado la frontera norte del Imperio carolingio después de que el emperador Carlomagno, en las guerras sajonas, llegara a un acuerdo con el rey Hemming en 811. Las tierras de Schleswig más allá del río Marca danesa siguieron siendo un feudo de la Corona danesa, mientras que Holstein pasó a ser parte integral de Francia Oriental, el Reino de Germania y el Sacro Imperio Romano Germánico.

### Establecimiento
Adolfo VIII, el último conde de Holstein-Rendsburg y duque de Schleswig había muerto sin herederos en 1459. Como Schleswig había sido un feudo danés, tuvo que volver al rey Christian I de Dinamarca, quien, siendo sobrino de Adolfo, también pretendía entrar en posesión de Holstein. Contó con el apoyo de la nobleza local, que apoyaba la continuación de la administración común de ambas tierras y en el Tratado de Ribe de 1460 lo proclamó como el nuevo conde de Holstein.
Sin embargo, las tierras condales de Holstein al sur del río Eider permanecieron oficialmente como feudo mediato en poder de los duques ascanios de Sajonia-Lauenburgo. En 1474 el emperador Federico III confirió la inmediación imperial a Cristián elevándolo a duque de Holstein.

### Particiones
En 1544, los ducados de Schleswig y Holstein fueron divididos en tres partes entre el nieto de Cristián, Cristián III de Dinamarca, y sus dos medios hermanos menores (que tuvieron que renunciar al trono danés), de la siguiente manera:
- La parte real, en manos de Cristián III y sus sucesores (línea idéntica a los reyes de Dinamarca). A partir de 1648, las partes reales de Schleswig y Holstein fueron administradas desde Glückstadt y pasaron a conocerse como el Ducado de Schleswig-Holstein-Glückstadt. Antes de 1773, el territorio de Holstein consistía en los siguientes departamentos: Rendsburg, Dithmarschen del Sur, Steinburg, Segeberg y Plön.
- El ducado de Schleswig-Holstein-Haderslev, en poder del duque Hans el Viejo. Hans no tuvo descendencia y, tras su muerte en 1580, sus territorios se dividieron entre sus hermanos.
- El ducado de Schleswig-Holstein-Gottorp, en poder del duque Adolfo y sus sucesores.

Además, importantes partes de Holstein fueron administradas conjuntamente por los duques de Holstein-Glückstadt y los duques de Holstein-Gottorp, principalmente en la costa del mar Báltico.

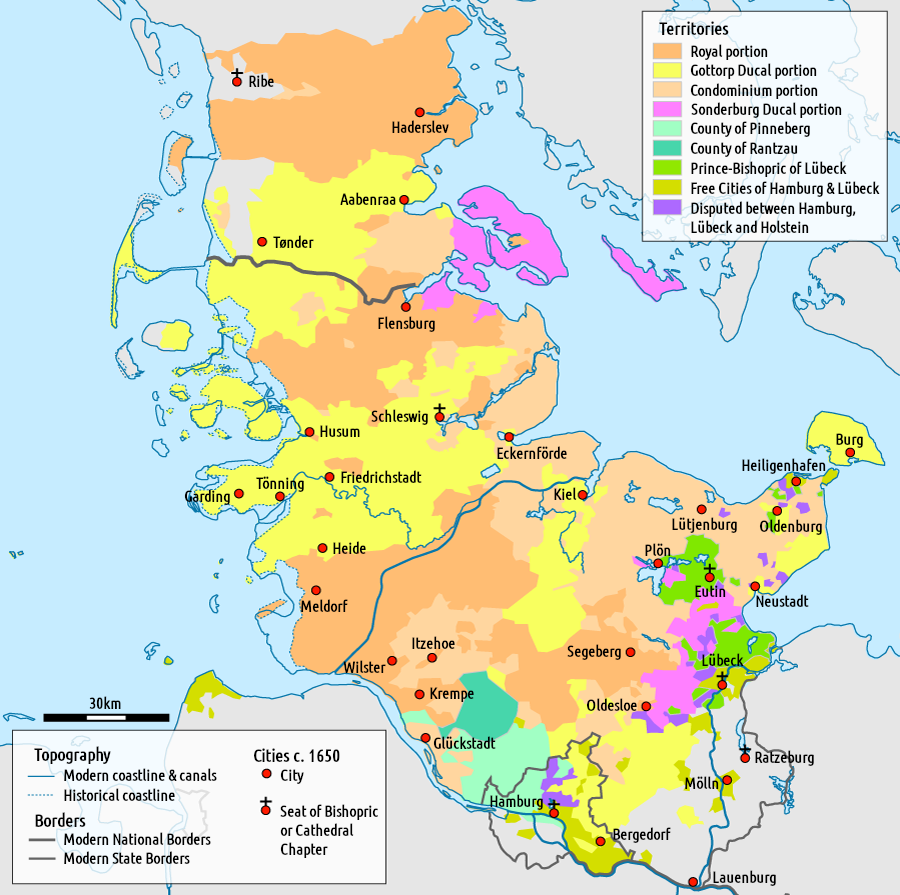
Mapa de "los ducados" en 1650, mostrando las partes real (en naranja) y ducal (en amarillo) de Holstein

En 1640, el condado de Holstein-Pinneberg, cuya casa gobernante estaba extinta, se fusionó con la parte real del Ducado de Holstein.

### Reunificación

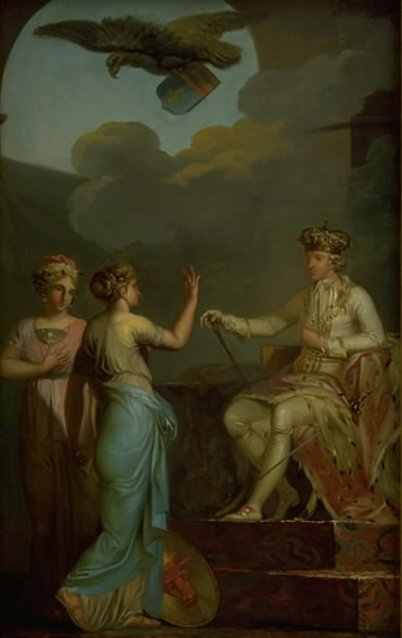
Representación alegórica de Cristián VII de Dinamarca uniendo las partes real y ducal de Holstein, pintada por Nicolai Abildgaard

En 1713, durante la Gran Guerra del Norte, las tierras de los duques de Schleswig-Holstein-Gottorp en Schleswig, incluido el castillo de Gottorf, fueron conquistadas por las tropas reales danesas. En el Tratado de Frederiksborg de 1720, el duque Carlos Federico de Holstein-Gottorp le cedió a su señor feudal, la corona danesa, aus territorios.
Sus territorios restantes formaron el Ducado de Holstein-Gottorp, administrado desde Kiel. En 1773, el nieto de Carlos Federico, el emperador Pablo I de Rusia, entregó finalmente sus tierras de Holstein al rey danés, en su función de duque de Holstein, a cambio del Condado de Oldemburgo, y Holstein quedó reunificado como un solo estado.
Con la disolución del Sacro Imperio Romano Germánico en 1806, el Ducado de Holstein obtuvo soberanía.
Después del Congreso de Viena de 1815, el Ducado de Holstein pasó a ser miembro de la Confederación Germánica, lo que dio lugar a varios conflictos diplomáticos y militares sobre la llamada cuestión de Schleswig-Holstein. Dinamarca defendió su dominio sobre Holstein en la primera guerra de Schleswig de 1848-51 contra el Reino de Prusia. Sin embargo, en la Segunda Guerra de Schleswig (1864) las tropas prusianas y austriacas conquistaron Schleswig. Cristián IX de Dinamarca tuvo que renunciar de ser duque tanto se Schleswig como de Holstein en el Tratado de Viena (1864) el 30 de octubre.
En un principio colocadas bajo gobierno conjunto en un condominio, Prusia y Austria asumieron luego la administración de Schleswig y Holstein, respectivamente, bajo la Convención de Gastein del 14 de agosto de 1865. Sin embargo, las tensiones entre las dos potencias culminaron en la guerra austro-prusiana de 1866. Después de la Paz de Praga (1866), los victoriosos prusianos anexaron Schleswig y Holstein por decreto del 24 de diciembre de 1866, y más tarde establecieron la provincia unificada de Schleswig-Holstein.

## Lista de Duques de Holstein
El rey danés, en su función de duque de Holstein y duque de Schleswig, designó estatúderes (en alemán: Statthalter; en latín: produx) para que lo representaran en los ducados. Los estatúderes cumplieron las tareas relacionadas con el poder ducal como señores patrimoniales en las partes reales de Holstein y Schleswig, así como la parte real en el gobierno condominial con las casas de Holstein-Gottorp y Haderslev (esta última extinta en 1580) para todos los ducados de Holstein (hasta la retirada de Gottorp en 1773) y Schleswig (hasta la deposición de Gottorp del ducado allí en 1720).
- 1523/45-1550: Juan Rantzau
- 1550-1556: conde Bertram von Ahlefeldt
- 1556-1598: Enrique Rantzau
- 1598-1600: Vacante
- 1600-1627: Gert Rantzau (1558-1627)[2]
- 1627-1647: vacante [2]
- 1647-1648: Príncipe Federico de Dinamarca [2]
- 1648-1663: Christian zu Rantzau
- 1663-1685: Federico von Ahlefeldt, conde de Langeland (1623-1686), vicegobernador desde 1660
- 1685-1697: Detlev de Rantzau (1644-1697)
- 1697-1708: Federico de Ahlefeldt, conde de Langeland (1662-1708), vicegobernador desde 1686
- 1708-1722: Carlos de Ahlefeldt, conde de Langeland (1708-1722)
- 1722-1730: ?
- 1730-1731: Margrave Carlos Augusto de Brandeburgo-Kulmbach (1663-1731), tío del siguiente
- 1731-1762: Margrave Federico Ernesto de Brandeburgo-Kulmbach (1703-1762), cuñado del rey Cristián VI
- 1762-1768: conde Federico Luis de Ahlefeldt-Dehn (1697-1771)
- 1768-1836: Príncipe Carlos de Hesse-Kassel
- 1836-1842: Príncipe Federico de Hesse-Kassel
- 1842-1851: Príncipe Federico de Schleswig-Holstein-Sonderburg-Augustenburg
- 1851-1864: Cristián de Rantzau